# Mała Barania
Der Mała Barania (deutsch: Kleiner Widderberg), auch Białożycki Groń genannt, ist ein Berg in Polen. Mit einer Höhe von 659 m ist er einer der niedrigeren Berge  im Barania-Kamm in den Schlesischen Beskiden. Der Gipfel gehört zum Gemeindegebiet von Milówka. 

## Tourismus
- Auf den Gipfel führen keine markierten Wanderwege.